# Hexasilan
Hexasilan ist eine chemische Verbindung aus der Gruppe der Silane.

## Gewinnung und Darstellung
Hexasilan kann in Form eines Rohsilan-Gemisches mittels Zersetzung von Magnesiumsilicid mit Mineralsäuren und Luftausschluss
oder aus Monosilan mit Hilfe einer elektrischen Entladung gewonnen werden. Die Verbindung wurde erstmals durch Carl Somieski nachgewiesen.

## Eigenschaften
Hexasilan ist eine instabile farblose Flüssigkeit, die mit Wasser reagiert. Sie entzündet sich an Luft (im Gegensatz zu den kürzeren Silanen) auch bei 0 °C nicht sofort, sondern erst nach einer gewissen Zeit. Hexasilan ist wie die höheren Homologen (n ≥ 4) thermisch zunehmend weniger stabil und zersetzt sich bereits bei Raumtemperatur am Tageslicht unter Wasserstofffreisetzung und Bildung der kürzeren Homologen und andere Polymerprodukte ((SiH<2)x).

## Verwendung
Hexasilan kann zur Erzeugung von Siliciumschichten in der Halbleiterindustrie verwendet werden.